# السدرية (الدوادمي)
السدرية حماميد هي هجرة تقع في محافظة الدوادمي التابعة لـمنطقة الرياض في المملكة العربية السعودية. تقع غرب مدينة الدوادمي، وتُعد من الهجر الريفية التي يعتمد سكانها على الرعي وبعض الأنشطة الزراعية.
ترتبط السدرية حماميد بطريق مسفلت يربطها بالهجر والمراكز المجاورة، كما تتوفر بها بعض الخدمات الأساسية.